# Philip Wilhelm von Hornick

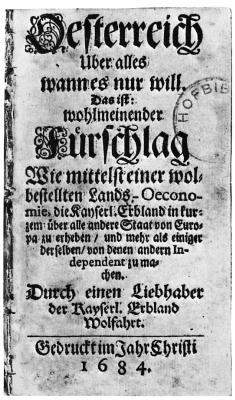
Oesterreich uber alles wann es nur will, 1684

Philip Wilhelm von Hornick (* 23. Januar 1640 in Frankfurt am Main; † 23. Oktober 1714 in Passau; auch Hörnigk oder Horneck geschrieben) war ein deutsch-österreichischer Nationalökonom und Kameralist der Barockzeit. Er vertrat eine merkantilistische Wirtschaftspolitik und ist vor allem durch sein programmatisches Hauptwerk Österreich über alles, wann es nur will bekannt.

## Leben
Seine Eltern waren der Frankfurter Apotheker und Stadtarzt Ludwig von Hornick (auch Hörnigk) und dessen Frau Maria Elisabeth de Jacobinis (* 1616). Er ging 1650 mit seinem Vater nach Mainz und studierte dort ab 1654, ab 1657 im damals zu den spanischen Niederlanden gehörenden Leuven und ab 1660 im bayerischen Ingolstadt an der angesehenen katholischen Universität Rechtswissenschaft, wo er 1661 zum Doktor promovierte. 1664/1665 ging er nach Wien und trat dort zunächst in die Dienste des Wiener Neustädter Bischofs Christoph de Rojas y Spinola. Ab 1669 war er als dessen Verwalter in der Pfarre Hartberg in der Steiermark.
Ab 1673 arbeitete er gemeinsam mit Johann Joachim Becher in Wien an Handelsstatistiken über die österreichischen und böhmischen Erblande. Johann Joachim Becher war sein Schwager und mit seiner Schwester Maria Veronika von Hörnigk (* 1642) verheiratet. 1680 war er als Sekretär des Grafen und österreichischen Gesandten Johann Philipp Graf Lamberg in Berlin. 1682 veröffentlichte er zwei Traktate über öffentliches Recht, in denen er massiv jedwede französische Begehrlichkeiten auf Reichsterritorium scharf kritisierte. Nach der nur mit Müh und Not abgewehrten Zweiten Wiener Türkenbelagerung des Jahres 1683 verfasste er 1684 eine programmatische Schrift über die notwendige Wirtschaftspolitik, um in Zukunft ökonomisch und damit auch militärisch gegen das Osmanische Reich bestehen zu können. Da zu dieser Zeit bezahlte Söldner einen Großteil der Armee stellten und auch die Loyalität besonders des ungarischen Adels von Geldzahlungen abhängig war, trat er für eine konsequent merkantilistische Politik ein, deren Hauptziel die Vermehrung der verfügbaren Geldmittel sein soll. In diesem zunächst anonym erschienenen Werk mit dem Titel Österreich über alles, wenn es nur will beklagte er:

„All solchem Unglück und Uebel wäre zu steuren gewesen, wann nicht, mittels einer verderbten Landes-Oeconomie […] die Mittel zur Resistenz, nervus rerum gerendarum, aus den Händen wäre gelassen worden. […] Wann einige Monath vor dem würklichen Türckischen Einbruch einige baare Million Thaler mehr, als sich dazumal in der Tat gefunden, zur Hand gewesen …“

Damit forderte er vor allem die militärische Sicherung wichtiger Einnahmequellen wie Erzbergwerken. Insbesondere waren damit die siebenbürgischen Goldbergwerke in den Apusen-Bergen gemeint. Seiner Meinung nach hing der Wohlstand eines Reiches hauptsächlich von den darin vorhandenen Rohstoffen ab und weniger vom damals meist auf Luxusgüter beschränkten Handel. Er schlug ein Unvergreifliches Projekt zu Stellung einer Armee von hundert tausend Mann aus den Kayserlichen Erb-Ländern vor, in der er die Frage stellte:

„Was kosten 100.000 Mann unter Waffen und inwieweit ist das finanzierbar?“

Dieses Werk gilt als eine der wichtigsten Schriften des Merkantilismus und dominierte noch über eine Generation lang die wirtschaftspolitische Diskussion. Insgesamt erschienen davon 15 Auflagen bis 1784. Er fasste damit erstmals die habsburgischen Territorien als zusammenhängenden Wirtschaftsraum auf und legte damit den Grundstein für die absolutistische Wirtschaftspolitik im 18. Jahrhundert.
Im Jahr 1690, als sein Einfluss am Wiener Hof zurückging, wechselte er zum Hochstift Passau und trat dort in den Dienst des mittlerweile zum dortigen Bischof gewordenen Johann Philipp von Lamberg und wurde dessen persönlicher Berater und Geheimrat. Den Rest seines Lebens verbrachte er daraufhin in Passau, das damals politisch eng an Österreich orientiert war. 1708 veröffentlichte er sein letztes Werk Historische Anzeig von den eigentliche Ursachen der Privilegierungen des Hochlöblichsten Ertz-Hauses Oesterreich.
Philip Wilhelm von Hornick war eng befreundet mit dem aus Speyer stammenden Johann Joachim Becher und stand im brieflichen Kontakt mit seinem Zeitgenossen Gottfried Wilhelm Leibniz.

## Rezeption
Wissenschaftlich aufgearbeitet wurde sein Werk erstmals von Karl Theodor von Inama-Sternegg, seinem Nachfolger als österreichischer Statistiker und Wirtschaftstheoretiker im späten 19. Jahrhundert. 1997 erschien erstmals ein Faksimile-Druck seiner Schrift von 1684.

### Deutschlandlied
Als August Heinrich Hoffmann von Fallersleben 1841 auf Helgoland den Text des Deutschlandliedes schrieb, ließ er sich bei der Eingangzeile vom Titel der Schrift Hornicks Österreich, über alles inspirieren. Diesen hatte schon der im Jahr 1800 verstorbene Freiherr Philipp von Gemmingen aufgenommen und eine Zeitschrift unter dem Titel Teutschland über alles publiziert. 1809 hatte der österreichische Dichter Heinrich Joseph von Collin dieselbe Zeile für ein patriotisches Soldatenlied verwendet. Dessen erste Strophe lautet:

„Wenn es nur will,
Ist immer Österreich über Alles!
Wehrmänner ruft nun frohen Schalles:
Es will, es will!
Hoch Österreich!“

## Werke
- Matthias Kautt, Philipp Wilhelm von Hörnigk: Dispvtatio Jvridica De Jvrisdictione In Genere Et De Ecclesiastica Et Secvlari S.R.I. Principvm-Episcoporvm In Specie. 1661 (Digitalisat in der Google-Buchsuche).
- Philipp Wilhelm von Hörnigk: H. G. D. C. Francopolitae Wahrer Bericht von dem alten Königreich Austrasien. 1682 (Digitalisat in der Google-Buchsuche).
- Philipp Wilhelm von Hörnigk: Franco-Germania das ist H. G. D. C. Francopolitae Wahres Franckreich, oder Bericht von dem Königreich Germanien, und klarer Beweiß, daß das uralte, wahre, eigentliche und einige Königreich der Francken, bereit von acht hundert Jahren her auff dem Teutschen Reich allein bestanden. 1682 (Digitalisat in der Google-Buchsuche).
- Philipp Wilhelm von Hörnigk: Oesterreich über alles, wann es nur will. das ist: wohlmeinender Fürschlag, wie mittelst einer wolbestellten Lands-Oeconomie, die Kayserl. Erbland in kurzem über alle andere Staat von Europa zu erheben, und mehr als einiger derselben von denen andern independent zu machen. 1684 (Digitalisat in der Google-Buchsuche). Faksimile-Ausgabe: Verlag Wirtschaft und Finanzen, Düsseldorf 1997
- Philipp Wilhelm von Hörnigk: Vindiciæ S. Rom. Imperii Et Vicinæ Europæ, Adversus Regum Galliæ Capetinorum Origines, Nomine Gastonis Joannis Ducis Espernonii. 1686
- Philipp Wilhelm von Hörnigk: Historische Anzeig von den eigentlichen Ursachen der Privilegirung Des Hoch-löblichsten Ertz-Hauses Oesterreich. 1688 (Digitalisat in der Google-Buchsuche).
- Philipp Wilhelm von Hörnigk: Franco-Germania: Das ist: Hippophili Galeacii de Corneliis Franco-Politae, Bericht von den Königreichen Austrasien, Lothringen und Germanien. 1708 (Digitalisat in der Google-Buchsuche).
- Philipp Wilhelm von Hörnigk: Historische Anzeige von denen Privilegiis deß Ertzhauses Oesterreich. 1708 (Digitalisat in der Google-Buchsuche).